# Ummern
Ummern là một đô thị thuộc huyện Gifhorn, trong bang Niedersachsen, Đức. Đô thị này có diện tích 40,32 km².
Sân bay Ummern có cự ly 3 km về phía bắc của thị xã.